# Robert van Thorote
Robert van Thorote, ook wel Robert van Langres genoemd (Thourotte, begin 13e eeuw – Fosses, 16 oktober 1246) was een Frans kanunnik, die achtereenvolgens bisschop van Langres (1232-1240) en prins-bisschop van Luik (1240-1246) werd. Dit laatste bisdom lag in het Rooms-Duitse Rijk.

## Levensloop

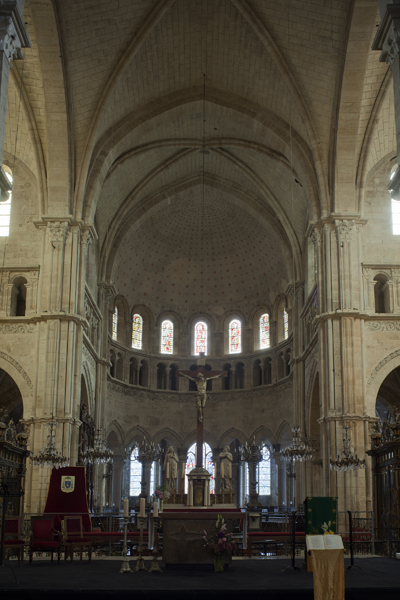
Bisschopszetel in de kathedraal van Langres

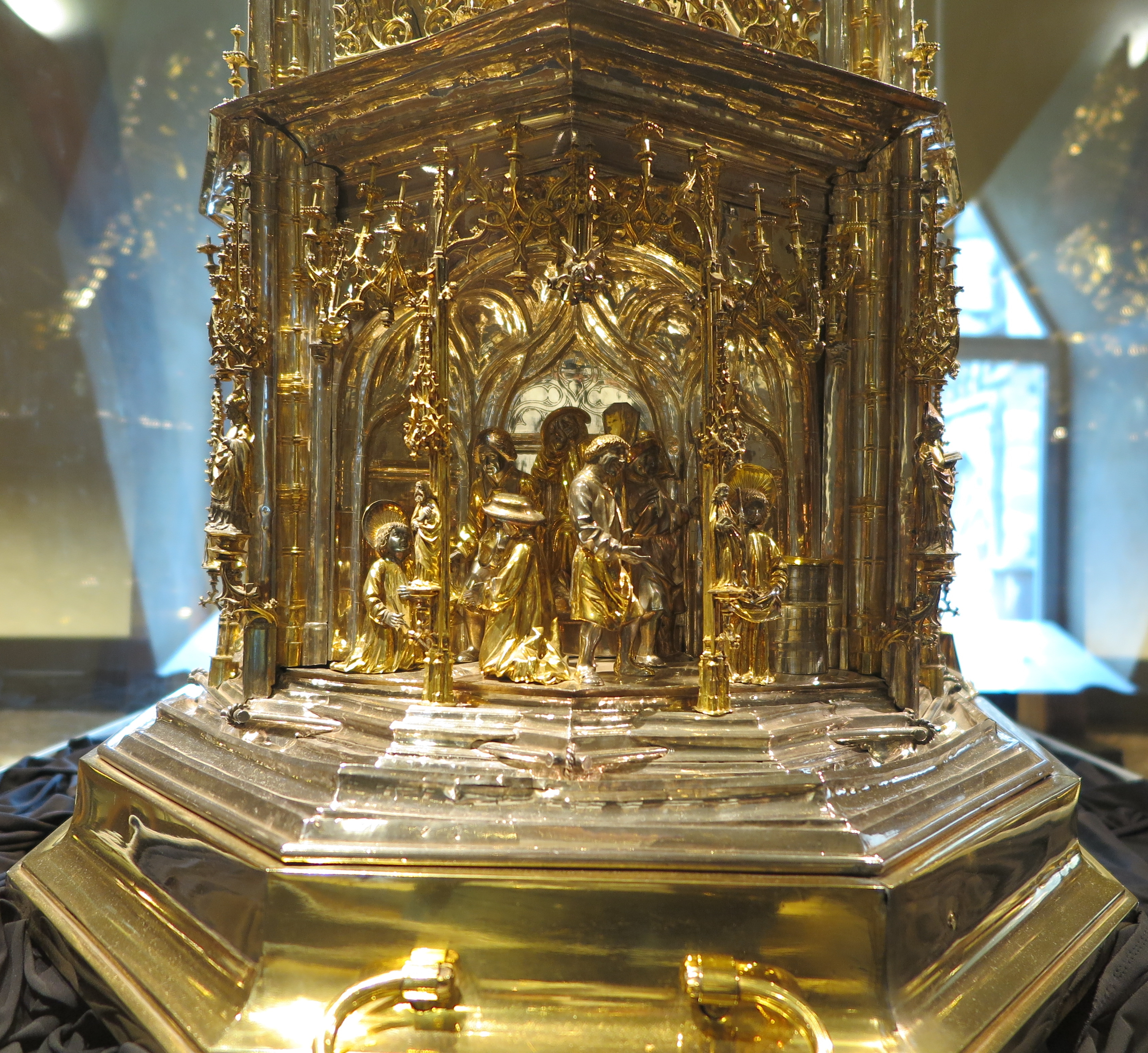
Relikwie van Lambertus, uit de voormalige Sint-Lambertuskathedraal van Luik.

### Noord-Frankrijk
Robert werd geboren in Thourotte (Nederlands: Thorote) nabij Compiègne, op een onbekende datum. Zijn ouders waren Jan II, heer van Thourotte en Noyon en Oda van Dampierre. Hij werd geestelijke. Hij werkte meerdere jaren als kanunnik in de kathedraal van Laon en van Reims, op het aartsbisdom Reims. Het kapittel van Châlons verkoos Robert tot bisschop van Châlons (1226) doch paus Gregorius IX annuleerde de verkiezing. De paus had niets tegen Robert maar beslechtte een oud dispuut met het kapittel van de kathedraal van Châlons. Robert trok weg naar een ander bisdom, namelijk het bisdom Beauvais. Hij werd er aartsdiaken; in deze functie verkreeg hij extra inkomsten, namelijk een prebende van de Sint-Lambertuskathedraal van Luik en van de abdij van Notre-Dame-aux-Fonts. Deze inkomsten uit Luik had Robert te danken aan zijn vriend, Johan van Rummen, prins-bisschop van Luik. 
In 1232 verkreeg kanunnik Robert dan toch een bisschopswijding: hij werd bisschop van het oude bisdom Langres (1232-1240). In 1238 stierf zijn vriend, bisschop Johan van Rummen. In Luik waren er 2 kandidaten: Otto van Everstein, de kandidaat van keizer Frederik II, versus Willem van Savoye, de kandidaat van het kapittel van Sint-Lambertus. De laatste haalde het, met steun van paus Gregorius IX, aartsvijand van de keizer.

### Prinsbisdom Luik
Willem van Savoye stierf onverwacht snel (1239); mogelijks werd hij vergiftigd. Het kapittel van Luik wenste onmiddellijk een nieuwe bisschop in Luik te benoemen. De Luikenaars meenden dat de keizer geen tijd mocht krijgen om een tegenkandidaat aan te brengen, iets waar de paus mee instemde. Hun keuze viel op Robert van Thorote. Robert aanvaardde de benoeming tot bisschop van Luik (1240) en gaf daarom zijn bisschopszetel van Langres op. Op 26 december 1240 volgde zijn plechtige installatie in de Sint-Lambertuskathedraal van Luik. Opvallend was dat de keizer nooit de wereldlijke investituur gegeven heeft aan Robert van Thorote. Dit was normaal voorzien want de bisschop van Luik was heerser over verschillende landen in het Rooms-Duitse Rijk. Sommige ondergeschikte edelen staken daarom de draak met ‘prins’-bisschop Robert. De nieuw aangestelde paus Innocentius IV tikte de edelen op de vingers; Innocentius IV was, zoals zijn voorgangers, een heftige tegenstander van keizer Frederik II. De keizer liet Robert overigens begaan in Luik.
Zes jaar was Robert prins-bisschop van Luik (1240-1246). Deze jaren waren gekenmerkt door verzoeningen tussen Luik en het hertogdom Brabant; dit was van belang om de rust in Maastricht te doen weerkeren. Ook bemiddelde Robert in een dispuut in de stad Hoei, een belangrijke stad in het prinsbisdom. Hetzelfde deed hij in de stad Sint-Truiden. Robert verzoende Guy, heer van Bouillon, met stedelingen langs de Maas waar Guy vernielingen had aangebracht. Robert regelde een grensdispuut tussen de Luikse stad Dinant en naburige edelen. 
Robert nodigde alle kloosterorden uit zich te installeren in Luik. Hij wijdde de Sint-Catharinakerk in voor de dominicanen De rivaliserende orde, de franciscanen, installeerden zich eveneens in Luik. Hij trok geestelijken van buiten Luik aan om het prinsbisdom organisatorisch te versterken en hem te helpen. De meest gekende is Jacques van Troyes, de latere paus Urbanus IV. Jacques van Troyes kreeg van de prins-bisschop het ambt van aartsdiaken voor de Kempen. Bisschop Robert stuurde Jacques ook naar de abdij van Vlierbeek, bij Leuven, en naar het kapittel van de Sint-Odulfuskerk in Borgloon om orde op zaken te stellen. Bisschop Robert vertrouwde Jacques. Zo mocht Jacques een reglement opstellen geldig in alle begijnhoven van het prinsbisdom. Een andere geestelijke met organisatietalent was Tebaldo Visconti, de latere paus Gregorius X. Robert benoemde Tebaldo tot aartsdiaken voor Henegouwen.
Robert stimuleerde de cultus van de heilige Lambertus, patroonheilige van Luik. Hij schakelde hiervoor de Orde der Cisterciënzers in.
Het belangrijkste feit van bisschop Robert was de installatie van een nieuw kerkelijk feest: Sacramentsdag. Later zou Jacques, eenmaal paus Urbanus IV geworden, dit Luiks feest instellen voor de gehele Rooms-Katholieke Kerk.
In 1245 was bisschop Robert aanwezig bij Eerste Concilie van Lyon, bijeengeroepen door paus Innocentius IV in diens strijd tegen keizer Frederik II. Het concilie sloeg terug door Frederik II in de ban van de kerk te slaan. Mogelijks maakte Robert van de gelegenheid gebruik om te kandideren voor de prestigieuze post van aartsbisschop van Reims (die de koning van Frankrijk zalfde). Dit is hem alleszins niet gelukt.
Tijdens een bezoek aan Fosses werd bisschop Robert zwaar ziek en overleed hij (1246). Zijn lichaam werd begraven in de Abdij van Aulne, in het prinsbisdom Luik. Later werd zijn lichaam overgebracht naar een graf in de abdij van Clairvaux. Clairvaux ligt in het bisdom Langres, waar de clerus het lichaam van hun ex-bisschop had opgevraagd in het Rooms-Duitse Rijk.